# Il carabiniere (film 1981)
Il carabiniere è un film del 1981 diretto da Silvio Amadio.
La pellicola, ultima regia di Amadio, è ispirata dalla canzone e dalla omonima sceneggiata napoletana portata in scena da Mario Trevi nel 1973. Lo stesso Trevi doveva prendere parte al cast, interpretando il ruolo di Francesco Palumbo ma, vedendo i cambiamenti della trama, decise di rinunciare alla partecipazione al film.

## Trama
La vedova Elena Palumbo è madre di due figli, Francesco e Paolo, che vivono con lei in una fattoria da loro gestita. Il loro terreno però serve, per una speculazione edilizia, a Roberto De Micheli, disposto a tutto pur di diventarne proprietario. La figlia di De Micheli, Angela, si innamora di Paolo. Dopo aver proibito inutilmente alla figlia di frequentarlo, De Micheli non esita a far uccidere Paolo, che nel frattempo si è arruolato nei Carabinieri e presta servizio a Roma: del suo assassinio, Angela è casualmente testimone. Dopo la morte di Paolo, Elena, la madre, muore di crepacuore, mentre Angela rimane talmente scossa che il padre deve farla ricoverare in un ospedale psichiatrico. Rimane Francesco, che, dopo una lunga ricerca, riesce a smascherare il colpevole e lo uccide, finendo così in carcere.